# Asparagus filicladus
Asparagus filicladus — вид рослин із родини холодкових (Asparagaceae).

## Біоморфологічна характеристика
Чагарничок 60 см заввишки.

## Середовище проживання
Ареал: Капські провінції.